# هویمانگویلو
هویمانگویلو (به اسپانیایی: Huimanguillo) از شهرهای کشور مکزیک است که در ایالت تاباسکو قرار دارد و جمعیت آن طبق سرشماری سال ۲۰۱۰ میلادی ۲۷٬۳۴۴ نفر بوده است.